# Kućani (Serbia)
Kućani (cyr. Кућани) – wieś w Serbii, w okręgu zlatiborskim, w gminie Nova Varoš. W 2011 roku liczyła 241 mieszkańców.